# Holly Lincoln-Smith
Holly Jane Lincoln-Smith (Sydney, 26 de março de 1988) é uma jogadora de polo aquático australiana, medalhista olímpica.

## Carreira
Lincoln-Smith disputou duas edições de Jogos Olímpicos pela Austrália: 2012 e 2016. Seu melhor resultado foi a medalha de bronze obtida nos Jogos de Londres, em 2012.